# A964 road
Die A964 road ist eine A-Straße auf der schottischen Orkneyinsel Mainland.

## Verlauf
Die Straße zweigt im Süden der Inselhauptstadt Kirkwall von der A963 ab. Sie verläuft in südwestlicher Richtung entlang der Küstenlinie der Scapa Bay und bindet dabei zahlreiche Weiler und Gehöfte an. Weiter südwestlich führt die A964 durch die Ortschaften Greenigoe und Orphir und erreicht nahe dem Fähranleger zu den Inseln Hoy und Flotta ihren südlichsten Punkt. Sie folgt ab dieser Stelle der Küstenlinie des Clestrain-Sunds nach Nordwesten. Westlich von Stenness am Kopf des Loch of Stenness mündet die A964 nach einer Gesamtlänge von 24,4 km in die A965 (Kirkwall–Stromness) ein.

## Umgebung
Entlang der Strecke befinden sich die Ruinen der mittelalterlichen Rundkirche von Orphir, die als Scheduled Monument geschützt sind. Im Westen bindet sie das ebenfalls denkmalgeschützte Wohngebäude Hall of Clestrain an. Nahe Kirkwall passiert die Straße den Cairn von Crantit sowie die Whiskybrennerei Scapa.